# CV-25
CV-25 (Liria - Segorbe, en valenciano y oficialmente Llíria - Sogorb), carretera valenciana que conecta las provincias de Valencia y Castellón por el interior, desde la CV-35 en Liria hasta la A-23 a su paso por Segorbe.

## Nomenclatura
La carretera CV-25 pertenece a la red de carreteras de la Generalidad Valenciana. Su nombre está formado por las iniciales CV, que indica que es una carretera autonómica de la Comunidad Valenciana, y el 25 es el número que recibe según el orden de nomenclaturas de las carreteras de la CV.

## Trazado actual
La CV-25 hace de conexión entre dos importantes poblaciones como son Liria y Segorbe, es una carretera convencional, el mejor tramo que tiene esta carretera es el que discurre entre Liria y Olocau. A partir de Olocau se convierte en carretera de montaña y por tanto reduce las dimensiones de sus carriles. Inicia su recorrido en Liria donde conecta con la Autovía de Ademuz CV-35 y continúa en dirección norte pasando por el Parque de San Vicente de Liria. A continuación pasa por Marines, Olocau y Gátova. Atraviesa la Sierra Calderona y entra en la Provincia de Castellón llegando a Altura, conecta con la Autovía Mudéjar A-23 y finaliza su recorrido en la localidad de Segorbe.

## Recorrido
| Velocidad | Esquema                                     | Esquema | Esquema                                   | Notas                                    |
| --------- | ------------------------------------------- | ------- | ----------------------------------------- | ---------------------------------------- |
|           | centro urbano                               |         |                                           |                                          |
|           | zona industrial                             |         | camino                                    |                                          |
|           | LIRIA                                       |         | LIRIA                                     |                                          |
|           | Comienzo de la carretera CV-25 Km 0         |         | Fin de la carretera CV-25 Km 0            |                                          |
|           | CV-35 San Antonio de Benagéber Valencia     |         |                                           |                                          |
|           |                                             |         | CV-35 Casinos Ademuz                      | Acceso solo desde la CV-25 sentido Liria |
|           | camino                                      |         | camino                                    |                                          |
|           |                                             |         |                                           |                                          |
|           |                                             |         | Comienzo de doble carril (sentido Liria)  |                                          |
|           |                                             |         | San Gerardo                               |                                          |
|           | Fin de doble carril (sentido Segorbe)       |         |                                           |                                          |
|           | Ermita de San Vicente                       |         |                                           |                                          |
|           | urbanizaciones                              |         | urbanizaciones                            |                                          |
|           |                                             |         | Marines                                   |                                          |
|           | área de servicio                            |         | Marines                                   |                                          |
|           |                                             |         | zona militar                              |                                          |
|           | CV-333 Bétera                               |         |                                           |                                          |
|           | Olocau                                      |         |                                           |                                          |
|           | camino                                      |         |                                           |                                          |
|           | Olocau                                      |         |                                           |                                          |
|           | MARINES VIEJO                               |         | MARINES VIEJO                             |                                          |
|           | GÁTOVA                                      |         | GÁTOVA                                    |                                          |
|           | Carretera de alta montaña (sentido Segorbe) |         |                                           |                                          |
|           | Provincia de Castellón                      |         | Provincia de Valencia                     |                                          |
|           | Puerto de Chirivilla (711 m)                |         | Puerto de Chirivilla (711 m)              |                                          |
|           |                                             |         | Carretera de alta montaña (sentido Liria) |                                          |
|           |                                             |         | CV-245 Alcublas                           |                                          |
|           | ALTURA                                      |         | ALTURA                                    |                                          |
|           | Fin de la carretera CV-25                   |         | Comienzo de la carretera CV-25            |                                          |
|           | A-23 Sagunto Valencia - Castellón           |         |                                           |                                          |
|           | Segorbe A-23 Teruel Zaragoza - Huesca       |         |                                           |                                          |

## Futuro de la CV-25
El futuro de la CV-25 pasa por ser fusionada con la CV-50 y juntas formar el segundo by-pass de Valencia